# Trolltjärnen (Ore socken, Dalarna)
Trolltjärnen är en sjö i Rättviks kommun i Dalarna och ingår i Dalälvens huvudavrinningsområde.